# Mangshi
Mangshi (en chino, 芒市; pinyin, Mángshì; Wade-Giles, Mangshih, en tai nüa, ᥝᥥᥒᥰ ᥛᥫᥒᥰ, AFI, veŋ məŋ kʰɔn, en Jingpho, Mangshi) llamada hasta 2010 como Luxi (en chino, 潞西; pinyin, Lùxī), también conocida por su nombre Dai Menghuan (ᥛᥫᥒᥰ ᥑᥩᥢᥴ) es el municipio capital de la prefectura autónoma de Dehong, ubicada al oeste de la provincia de Yunnan, sur de la República Popular China. 
Mangshi se extiende de norte a sur unos 62 km, y de oeste a este unos 71 km, abarcando un área total de 2900 km², una región que para 2020 superaba los 430 mil habitantes habitantes y comparte 68 km de frontera con Myanmar.

## Administración
Desde junio de 2023, el Municipio Mangshi se divide en 12 pueblos administrados en 1 subdistrito, 5 poblados, 5 villas y 1 villa étnica.
- Subdistrito Menghuan	(勐焕街道)
- Poblado Mangshi (芒市镇)
- Poblado Zhefang (遮放镇)
- Poblado Mengga (勐戛镇)
- Poblado Manghai (芒海镇)
- Poblado Fengping (风平镇)
- Villa Xuangang (轩岗乡)
- Villa Jiangdong (江东乡)
- Villa Xishan (西山乡)
- Villa Zhongshan (中山乡)
- Villa Wuchalu (五岔路乡)
- Villa étnica Santaishan (三台山德昂族乡)

## Toponimia
Aunque Mangshi (芒市) traduzca literalmente a Ciudad Mang, lo cierto es que ese título es una transliteración del nombre de una etnia local que originalmente se transcribía al chino como Mángshī (茫 施). Mangshi aparece oficialmente por vez primera durante la Jefatura de Mangshi (芒市土司) de 1443 a 1955 en la dinastía Ming. Anteriormente la zona se conocía como Luxi (潞西) "al occidente del (río) Lu".
En 2008, 4751 personas participaron en una encuesta de opinión para restaurar el nombre histórico (Mangshi) con un 96,96% a favor. En 2010, el nombre se cambió formalmente.
Mangshi en idioma dai se llama "Menghuan" [məŋ55 xɔn35], que significa "amanecer". Según la leyenda, Buda llegó aquí desde lejos al amanecer, de ahí su nombre